# Waymo

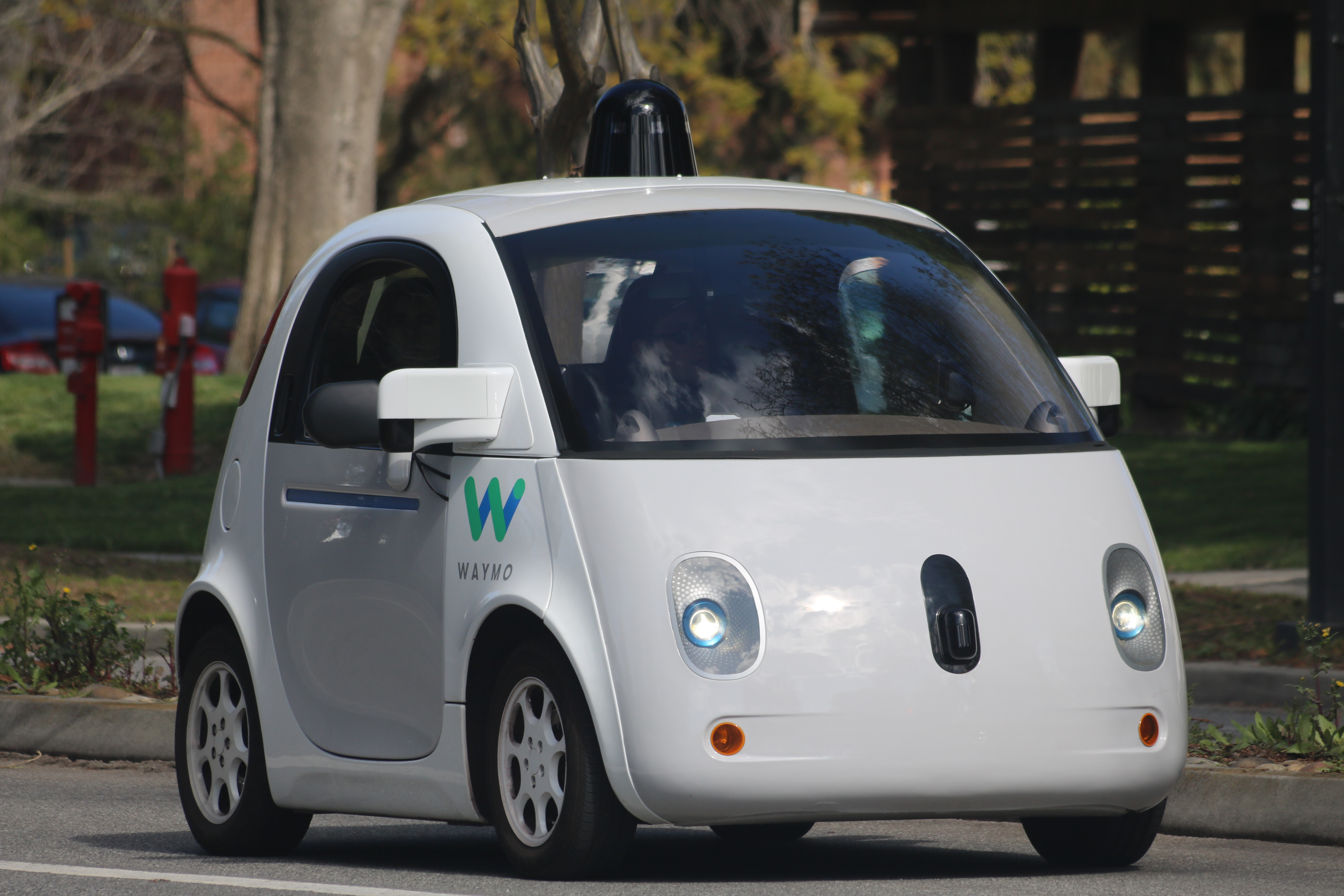
更名为Waymo后的一辆Waymo无人汽车

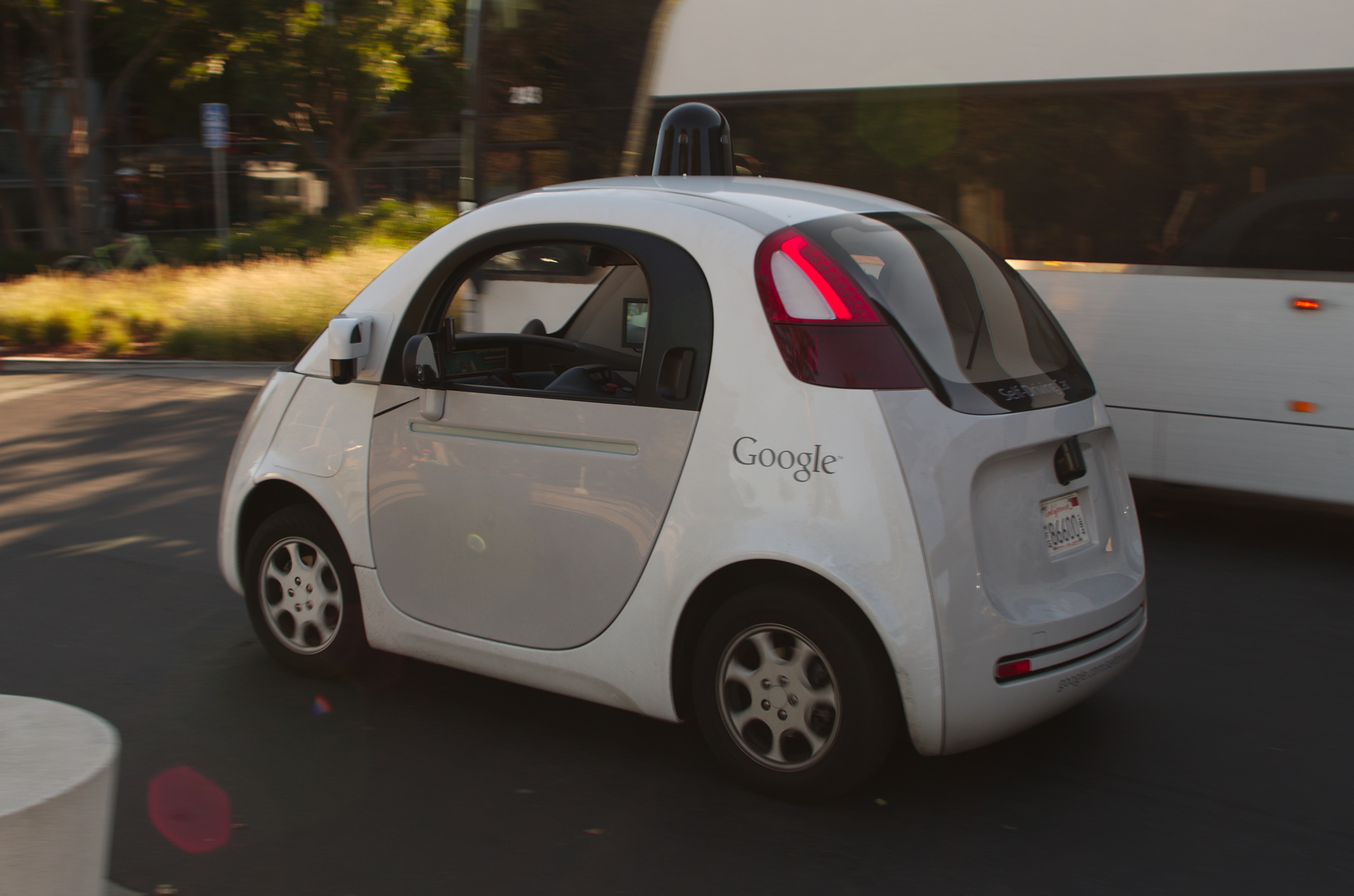
在Google总部附近进行测试的新型谷歌无人汽车

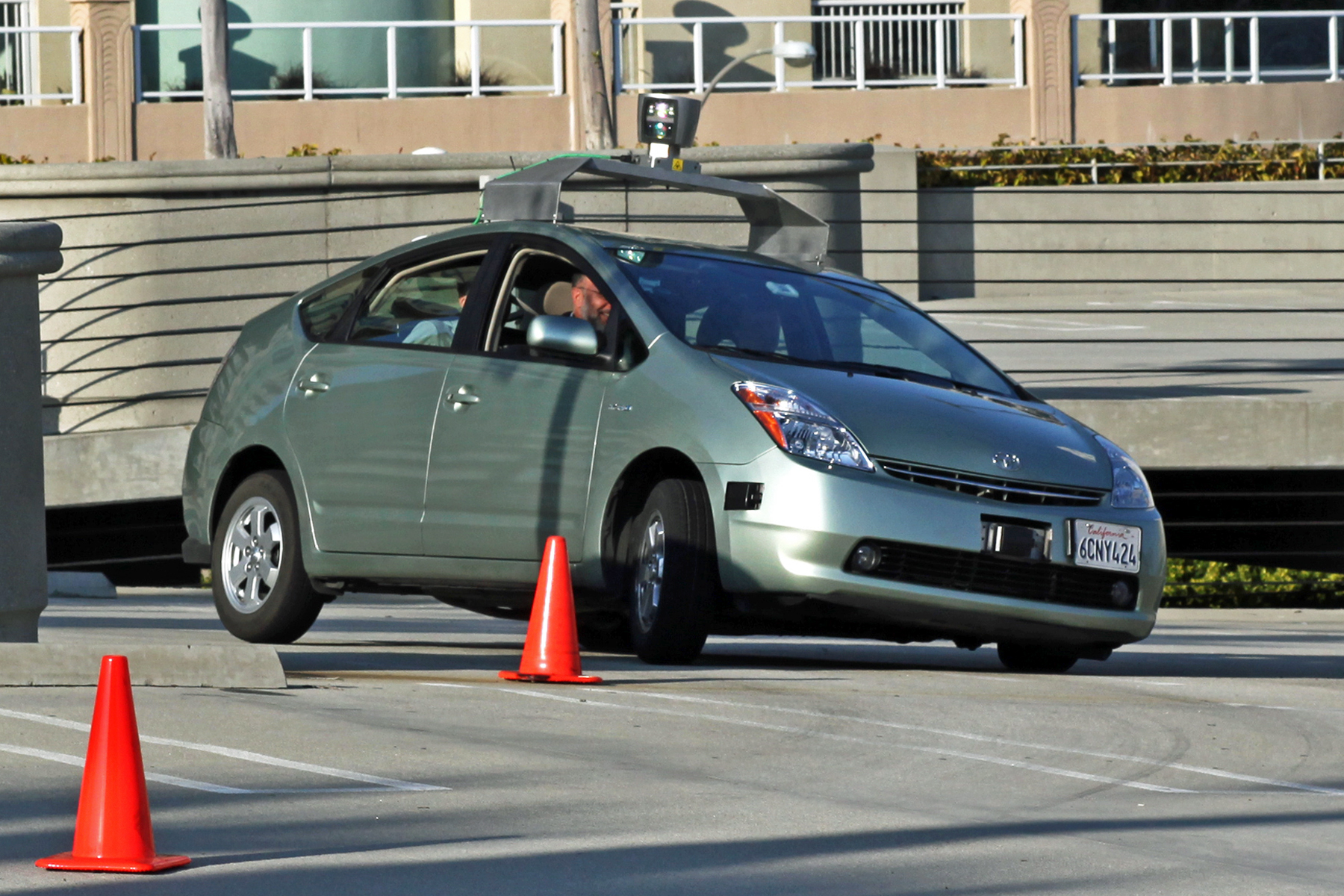
早期以丰田普锐斯改裝的Google Driverless Car

Waymo是一家研發自動駕駛汽車的公司，為Alphabet公司（Google母公司）旗下的子公司。
Waymo剛開始是Google於2009年1月開啟的一項自動駕駛汽車計划，之後於2016年12月才由Google獨立出來，成為Alphabet公司旗下的子公司。2020年10月開始推向市場。

## 历史
项目由Google街景的共同发明人塞巴斯蒂安·特龙（Sebastian Thrun）领导。谷歌的工程人员使用7辆试验车，其中6辆是丰田普锐斯，一辆是奥迪TT。这些车在加州几条道路上测试，其中包括旧金山湾区的九曲花街。这些车辆使用照相机、雷达感应器和激光测距机来“看”其他的交通状况，并且使用详细地图来为前方的道路导航。谷歌说，这些车辆比有人驾驶的车更安全，因为它们能更迅速、更有效地作出反应。在所有的测试中，都有人坐在駕駛座上於必要時可以控制车辆。
2012年4月1日，Google展示了他们的使用自动驾驶技术的赛车，命名为10^100（十的一百次方，也就是“Googol”，“Google”这个单词的词源）
2012年5月8日，在美国内华达州允许无人驾驶汽车上路3个月后，機動車輛管理局（Department of Motor Vehicles）为Google的无人驾驶汽车颁发了一张合法车牌。为了醒目的目的，无人驾驶汽车的车牌用的是红色。
商業化始於2017年11月，Waymo宣布該公司開始在駕駛座上不配置安全駕駛員的情況下測試自動駕駛汽車，並在鳳凰城有限度的進行載客。2018年底，首款自駕叫車服務Waymo One推出市場，標誌著自駕車正式上路。
2020年3月，Alphabet宣布从一群投资者那里筹集了22.5亿美元后，正式推出Waymo Via。2020年5月，Waymo又筹集了7.5亿美元，使他们的外部投资总额达到30亿美元。2020年7月，宣布与沃尔沃建立独家合作关系，将Waymo的自动驾驶技术整合到沃尔沃的汽车上。
2021年4月，约翰·克拉夫奇克卸任首席执行官，由两位联合首席执行官接替：首席运营官Tekedra Mawakana和首席技术官Dmitri Dolgov。Waymo在2021年6月的第二轮融资中筹集了25亿美元。
2022年3月底，Waymo宣佈将在旧金山的街道部署全自动驾驶车辆。

## 延伸閱讀
- Grant, Christian. . . May 2007  [2020-05-13]. （原始内容存档于2021-04-01）.
- Lin, Patrick. . Wired. July 30, 2013  [August 24, 2013]. （原始内容存档于2014-03-20）.
- Marcus, Gary. . The New Yorker. November 27, 2012  [August 24, 2013]. （原始内容存档于2014-07-01）.
- Muller, Joann. . Forbes. May 27, 2013  [2020-05-13]. （原始内容存档于2021-11-02）.
- Stock, Kyle. . Bloomberg Businessweek. April 3, 2014  [April 6, 2014]. （原始内容存档于2015-01-05）.
- Walker Smith, Bryant, , Stanford Law School, November 1, 2012  [August 24, 2013], （原始内容存档于2013-02-06）